# Korakuen Hall
Le Korakuen Hall (後楽園ホール, Kōrakuen hōru) est une salle de spectacle de catch, de boxe et d'arts martiaux mixtes située dans le cité du Tokyo Dome à Bunkyo, à Tokyo au Japon. Sa capacité maximale peut atteindre jusqu'à 2000 places. Elle est connue pour être l'équivalent du Madison Square Garden pour ses évènements de boxe et de catch.

## Histoire
Elle fut ouverte le 16 avril 1962 et offre une capacité de 1800 places assises (2005 places assises aujourd'hui). Elle accueille les combats de boxe lors des Jeux Olympiques de 1964. Elle accueille par la suite de nombreux spectacles de catch et de puroresu de fédérations japonaises majeures, telles que la New Japan Pro Wrestling, l'All Japan Pro Wrestling et la Pro Wrestling NOAH, mais aussi des fédérations plus modestes telles que la Pro Wrestling Zero1, la Dragon Gate ou la Big Japan Pro Wrestling. Près de 4 000 spectacles de catch ont été répertoriés jusqu'à présent.
En 2008, la société Tokyo Dome Corporation, propriétaire de cette salle ainsi que du Tokyo Dome, décide de construire un second Korakuen Hall, appelé Tokyo JCB Hall, d'une capacité de 3000 places. Une fois cette salle construite, l'ancienne salle est conservée et reste utilisée et le prix de la location est abaissée (1,5 million de yens depuis 2008). Cette baisse permet aux fédérations indépendantes de catch de louer plus facilement et plus régulièrement cette salle pour leurs spectacles.
En 2011, un évènement de boxe, où un match pour le titre féminin de la WBC était prévu, fut annulé à la suite du séisme touchant la côte Pacifique du Tōhoku, fragilisant les structures du bâtiment. Les réparations ont été effectuées le 18 mars et les spectacles prévus se déroulaient dès le lendemain.
En février 2016, la fédération de catch américaine Ring of Honor organise deux shows dans cette salle, en partenariat avec la New Japan Pro Wrestling, un an et demi après la Total Nonstop Action pour Bound for Glory 2014.

## Spectacles notables

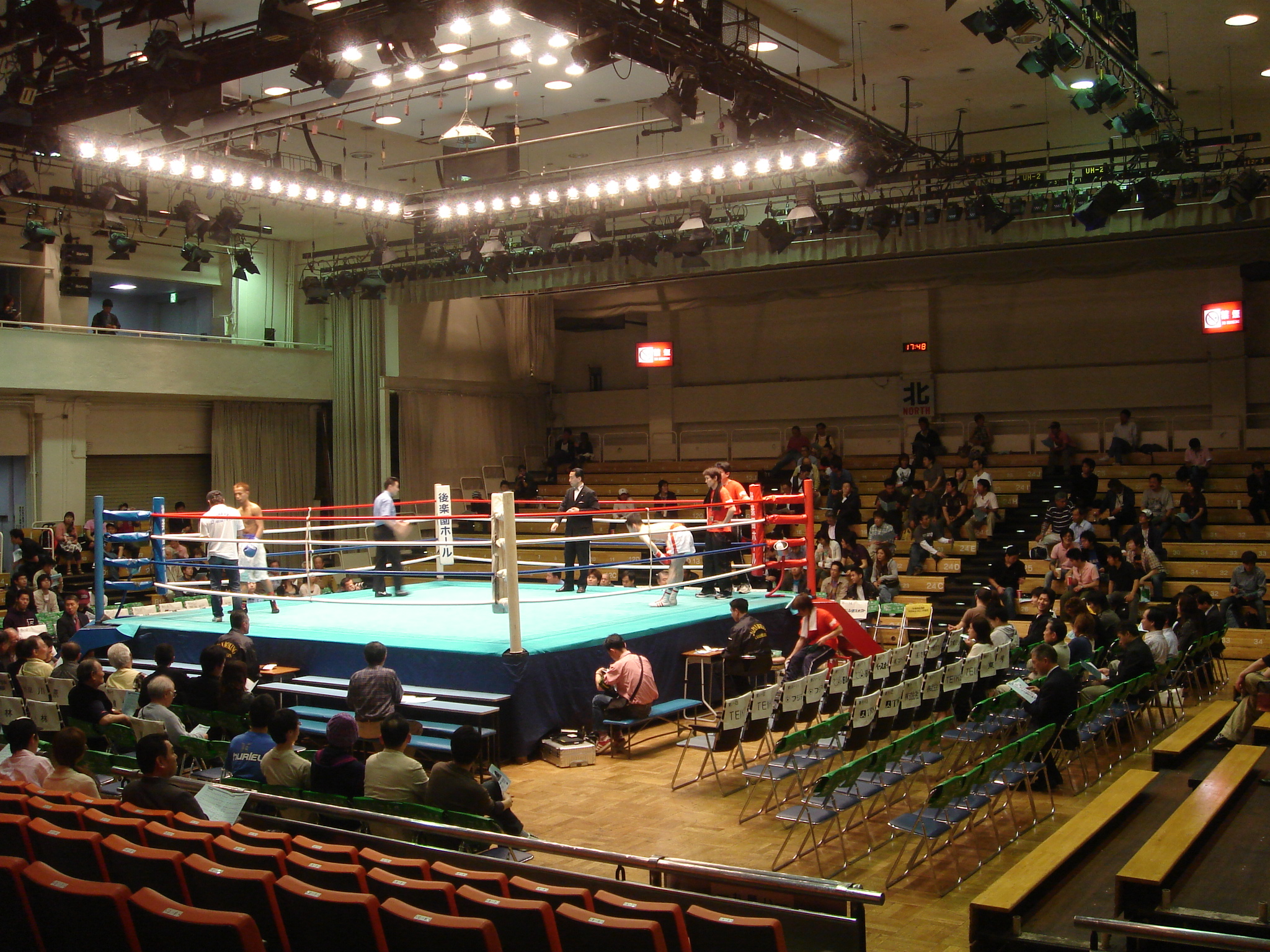
Le Korakuen Hall durant un match de boxe en 2006.

### Boxe
- Jorge Linares contre Renan Acosta pour le championnat poids-plume WBA Fedelatin en août 2004[6].
- Elio Rojas contre Takahiro Ao pour le championnat du monde poids-plume WBC en juillet 2009[7].
- Jomthong Chuwatana contre Daiki Kaneko (ja) pour le championnat super poids-plume OPBF en janvier 2015[7].
- Takashi Uchiyama contre Nedal Hussein pour le championnat super poids-plume OPBF en septembre 2009.

### Catch
- TNA Bound for Glory 2014[8]
- NJPW Fantasticamania 2013
- AAA TripleMania VIII
- Dragon Gate - Gate of Adventure 2005